# Ministério da Defesa Nacional (Cabo Verde)
| Ministério da Defesa Nacional |                             |
| Praia                         |                             |
| Atual ministra                | Janine Tatiana Santos Lelis |

O Ministério da Defesa Nacional é o órgão nacional do Governo de Cabo Verde, responsável pelas políticas da área da segurança externa e forças armadas.

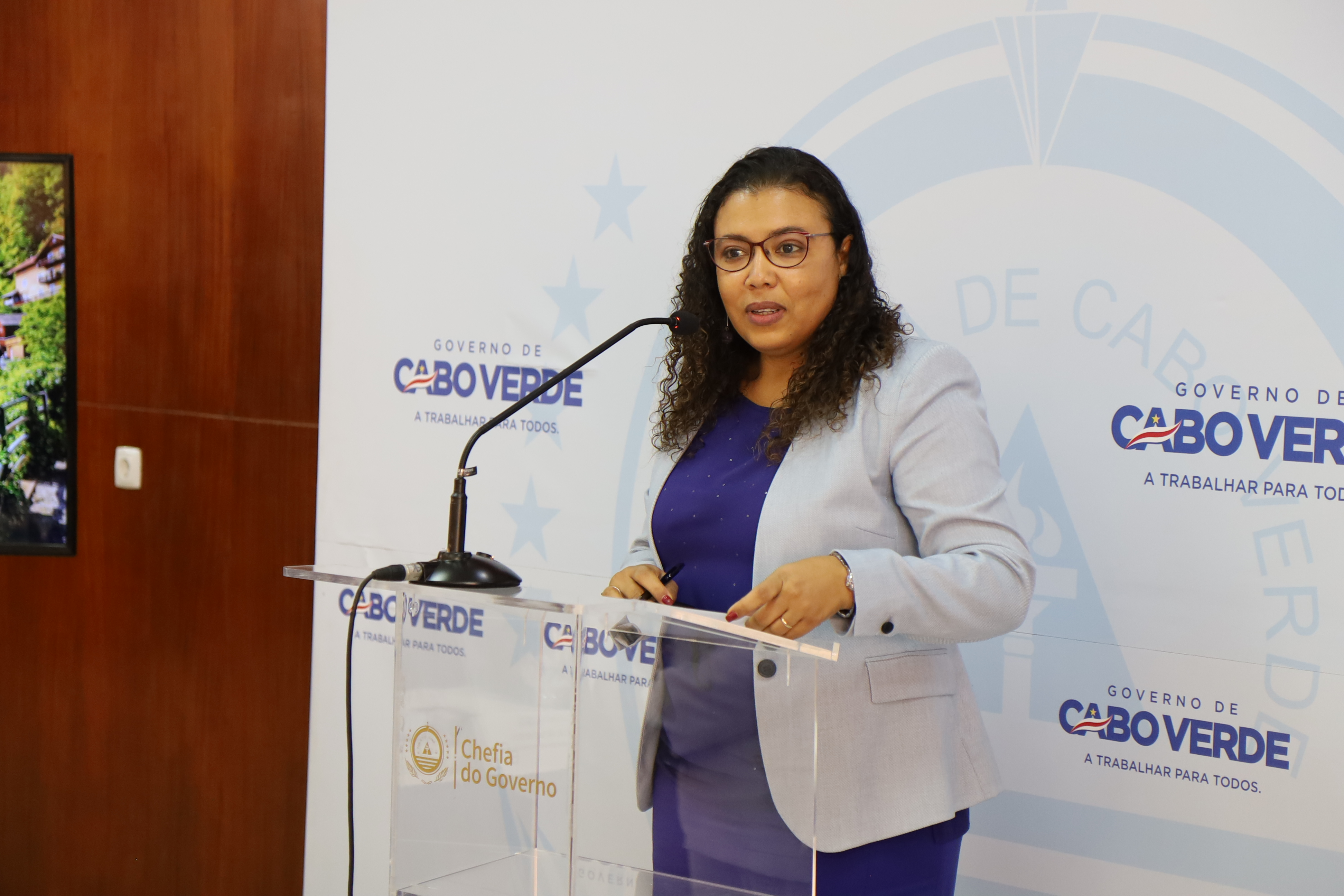
Janine Tatiana Santos Lelis, atual ministra